# Каноббио, Карло
Карло Каноббио (итал. Carlo Canobbio; 1741, Венеция — 7 марта 1822, Санкт-Петербург) — виртуозный скрипач и композитор, игравший в придворном оркестре в Санкт-Петербурге.
Последние годы композитор провел в России, в Санкт-Петербурге, куда был приглашен работать. В России он сочинил свыше 14 балетов, которые были поставлены на сценах императорских театров и являлись заметным вкладом в репертуар русского балетного театра XVIII века. Из этого списка сохранились оркестровые голоса лишь шести балетов — «Американцы, или Счастливое кораблекрушение», «Ариадна и Бахус» (итал. Arianna e Bachus, 1789), «Два маленьких савояра», «Дон Жуан, или Каменный гость» (1781), «Обманутые любовники», «Пирам и Тизба» (итал. Piram e Tieba, 1791).
В 1785 г. в Санкт-Петербурге была поставлена его опера «Искусная любовь» (итал. Amore artigiano) на либретто К. Гольдони.
В сотрудничестве с Сарти и Пашкевичем Каноббио написал музыку к «большому историческому представлению» «Начальное управление Олега» по либретто императрицы Екатерины II, 1790.
Кроме того, установлено, что он был автором ещё ряда музыкальных произведений: балета «Кастор и Поллукс» (1803), а также 2 симфоний, 6 дуэтов для флейты и скрипки, 6 сонат для гитары (1797) и др. Среди его сочинений также симфонии, дуэты для флейты и скрипки, сонаты для скрипки и гитары и др.